# Hallu

Hallu este o comună în departamentul Somme, Franța. În 1 ianuarie 2022 avea o populație de 140 de locuitori.